# Hakodate
Hakodate (函館市 Hakodate-shi?) es una ciudad y puerto ubicado en el extremo sur de Hokkaidō, en la península de Oshima, en la subprefectura de Oshima. Tiene una economía centrada en la pesca y el turismo. También es conocida por la vista nocturna que de ella se tiene desde el monte Hakodate.
En 2004, la población era estimada en 299.737 habitantes. La densidad de población era 442,24 hab./km². Tiene una superficie total de 677,77 km². El área de Hakodate casi se dobló el 1 de diciembre de 2004, cuando los municipios vecinos de Toi, Esan, Todohokke y Minamikayabe fueron unidos a la ciudad.

## Historia
Hakodate fue fundada en 1454, cuando Kono Kaganokami Masamichi construyó un palacio al pie del monte Hakodate en un pueblo pesquero llamado Usukeshi o también Ushorokeshi (宇須岸: Cabo de la bahía, en el idioma ainu). El nombre de Hakodate (箱館: edificio [palacio] caja) viene de la forma de este palacio, que se parecía a una caja. En 1457, en Hakodate y sus alrededores se libró la batalla de Koshamain, el primer gran levantamiento de los ainus contra los wajin (colonizadores japoneses).
En el período Edo, Hakodate florecía como punto de comercio con los ainus. El 31 de marzo de 1854, el puerto de Hakodate fue abierto al comercio con los estadounidenses según el Tratado de Kanagawa, negociado por Matthew Perry.
En Hakodate se halla la fortaleza Goryokaku, construida en 1866 según el estilo europeo con una planta en forma de estrella de cinco puntas. Al final de la Restauración Meiji, partidarios del shogunato ocuparon la fortaleza y declararon el establecimiento de la República de Ezo. Unos soldados franceses dirigidos por Jules Brunet, quienes habían sido asesores militares para el ejército del shogunato, apoyaron la rebelión encabezada por Enomoto Takeaki. Rendida en 1869, esta fortaleza se usa ahora como parque y es popular como lugar para el hanami (la tradición de observar y contemplar los cerezos en flor).
Varios países establecieron sus consulados en Hakodate. El consulado ruso tenía una capilla, con la que llegó a Japón la Iglesia ortodoxa. En sus alrededores hay también iglesias anglicanas, católicas y de otras religiones.

## Geografía

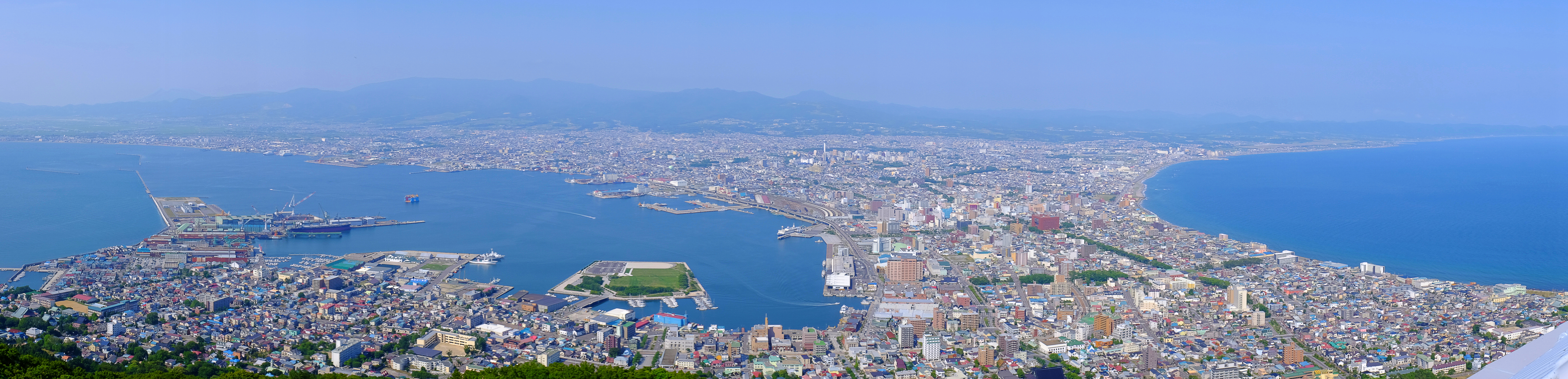
Hakodate

### Clima
| Parámetros climáticos promedio de Hakodate, Japón | Parámetros climáticos promedio de Hakodate, Japón | Parámetros climáticos promedio de Hakodate, Japón | Parámetros climáticos promedio de Hakodate, Japón | Parámetros climáticos promedio de Hakodate, Japón | Parámetros climáticos promedio de Hakodate, Japón | Parámetros climáticos promedio de Hakodate, Japón | Parámetros climáticos promedio de Hakodate, Japón | Parámetros climáticos promedio de Hakodate, Japón | Parámetros climáticos promedio de Hakodate, Japón | Parámetros climáticos promedio de Hakodate, Japón | Parámetros climáticos promedio de Hakodate, Japón | Parámetros climáticos promedio de Hakodate, Japón | Parámetros climáticos promedio de Hakodate, Japón |
| Mes                                               | Ene.                                              | Feb.                                              | Mar.                                              | Abr.                                              | May.                                              | Jun.                                              | Jul.                                              | Ago.                                              | Sep.                                              | Oct.                                              | Nov.                                              | Dic.                                              | Anual                                             |
| ------------------------------------------------- | ------------------------------------------------- | ------------------------------------------------- | ------------------------------------------------- | ------------------------------------------------- | ------------------------------------------------- | ------------------------------------------------- | ------------------------------------------------- | ------------------------------------------------- | ------------------------------------------------- | ------------------------------------------------- | ------------------------------------------------- | ------------------------------------------------- | ------------------------------------------------- |
| Temp. máx. abs. (°C)                              | 12.5                                              | 13.6                                              | 16.9                                              | 23.0                                              | 28.0                                              | 29.1                                              | 33.6                                              | 33.9                                              | 32.6                                              | 27.8                                              | 21.5                                              | 16.3                                              | 33.9                                              |
| Temp. máx. media (°C)                             | 0.9                                               | 1.8                                               | 5.8                                               | 12.0                                              | 17.0                                              | 20.4                                              | 24.1                                              | 25.9                                              | 23.2                                              | 17.1                                              | 10.0                                              | 3.2                                               | 13.5                                              |
| Temp. media (°C)                                  | -2.4                                              | −1.8                                              | 1.9                                               | 7.3                                               | 12.3                                              | 16.2                                              | 20.3                                              | 22.1                                              | 18.8                                              | 12.5                                              | 6.0                                               | −0.1                                              | 9.4                                               |
| Temp. mín. media (°C)                             | −6.0                                              | −5.7                                              | −2.2                                              | 2.8                                               | 8.0                                               | 12.6                                              | 17.3                                              | 18.9                                              | 14.6                                              | 7.8                                               | 1.8                                               | −3.6                                              | 5.5                                               |
| Temp. mín. abs. (°C)                              | -21.7                                             | -20.4                                             | -18.9                                             | -8.6                                              | -5.0                                              | 2.0                                               | 6.3                                               | 10.2                                              | 1.7                                               | -4.0                                              | -12.1                                             | -19.4                                             | -21.7                                             |
| Precipitación total (mm)                          | 77.4                                              | 64.5                                              | 64.1                                              | 71.9                                              | 88.9                                              | 79.8                                              | 123.6                                             | 156.5                                             | 150.5                                             | 105.6                                             | 110.8                                             | 94.6                                              | 1188.2                                            |
| Nevadas (cm)                                      | 91                                                | 74                                                | 41                                                | 2                                                 | 0                                                 | 0                                                 | 0                                                 | 0                                                 | 0                                                 | 0                                                 | 18                                                | 79                                                | 305                                               |
| Días de lluvias (≥ 1 mm)                          | 15.0                                              | 12.7                                              | 12.4                                              | 9.5                                               | 9.5                                               | 7.3                                               | 8.8                                               | 9.1                                               | 10.2                                              | 11.3                                              | 13.6                                              | 15.8                                              | 135.2                                             |
| Días de nevadas (≥ 1 mm)                          | 19.6                                              | 16.9                                              | 9.6                                               | 0.8                                               | 0.0                                               | 0.0                                               | 0.0                                               | 0.0                                               | 0.0                                               | 0.0                                               | 3.7                                               | 14.7                                              | 65.3                                              |
| Horas de sol                                      | 103.1                                             | 117.9                                             | 158.7                                             | 186.1                                             | 198.5                                             | 172.6                                             | 134.4                                             | 148.0                                             | 160.8                                             | 163.9                                             | 109.4                                             | 91.5                                              | 1744.9                                            |
| Humedad relativa (%)                              | 73                                                | 71                                                | 68                                                | 67                                                | 73                                                | 79                                                | 82                                                | 81                                                | 76                                                | 73                                                | 71                                                | 74                                                | 74                                                |
| Fuente:                                           |                                                   |                                                   |                                                   |                                                   |                                                   |                                                   |                                                   |                                                   |                                                   |                                                   |                                                   |                                                   |                                                   |

## Cultura
Hakodate otorga gran importancia al calamar, tanto que el "pez" (en el sentido tradicional, no en el sentido biológico) oficial de la ciudad es el calamar. El Shio Ramen de Hakodate, que usa pedazos de calamar en vez de carne de cerdo, también es famoso. El Festival del Puerto de Hakodate tiene lugar cada año en julio, en el que se baila el 'Ika-Odori' (baile del calamar). Se pueden ver las luces de los barcos que pescan calamares en el mar cerca de la ciudad.

### Primeros acontecimientos
Al ser un puerto de comercio internacional, muchas cosas que ocurrieron por primera vez en Japón tuvieron lugar en Hakodate.
Entre ellas:
- La primera vacuna contra la viruela en Japón (1824, por Goroshi Nakagawa)
- La primera fortaleza construida al estilo europeo en Japón (Goryokaku)
- El primer templo hecho de hormigón en Japón
- El primer restaurante de comida occidental en Japón (1859)
- La primera iglesia ortodoxa en Japón (1861)
- La primera estación meteorológica en Japón (1872)

## Ciudades hermanadas
- Halifax, desde 1982
- Vladivostok, desde 1992
- Lake Macquarie, desde 1992
- Yuzhno-Sajalinsk, desde 1997
- Tianjin, desde 2001

### Ciudad gemela
- Aomori, desde 1989